# Min Won-sik
Min Won-sik (Coreano: 민원식;閔元植; 12 de julio de 1886 - 17 de febrero de 1921) era un burócrata y político de la dinastía Joseon de Corea y Ocupación japonesa de Corea, preso de conciencia de grupo pro-japonés (친일파 親日派).
primeros años, Min fue Viaje de Japón o Manchu, China. en marzo de 1905, fue nombrado para la policía en la oficina de Trabajo de la Policía (경무청), pero él era resignación, el 6 de abril de 1905 fue nuevamente nombrado para la policía. El año siguiente, en febrero, fue dimitido. 
después de 1906 fue servido como un oficial menor de Ministerio del Interior de Corea. en 1907 enviado a Japón, fue un agente de los gobiernos coreanos, que estaba conmocionado por la Discriminación contra los coreanos. después de regresar, él era la actividad de entrenamiento de la capacidad.
en 1910, se le exigió garantizar la franquicia y el derecho de autonomía a los gobernadores Milltary, pero los gobernadores Milltary fueron llamados a la prematurez. después de 1910's, después de que fue nombrado gobernador del condado de Yanggeun (양근군, 1911-1913, 1914), Icheon (이천군, 1914-1917), Goyang (고양군, 1917-1919).
Luego, se le exigió continuamente garantizar la franquicia y el derecho de autonomía. en 1920, el visitó Tokio, persuasión a algún gobierno japonés, político e intelectual del parlamento japonés. en 1921, el era visitó Tokio, pero fue asesinado por Yang Keun-hwan, segregacionista de Corea.